# REDZ
REDZ（レッズ、本名：白鳥智士、1967年5月27日 - ）は、日本のミュージシャン。AURAのボーカリスト、「みんなのれっず」として知られる。千葉県四街道市出身。血液型はA型。

## 人物
- 1986年、ロックバンド「ROXX」にVoとして加入。1987年解散。
- 1988年、ロックバンド「AURA」にボーカリストとして加入。
- 1989年6月、日本テレビ『天才・たけしの元気が出るテレビ!!』およびTBS『三宅裕司のいかすバンド天国』に出演、一躍社会現象とまで言われたムーブメントを巻き起こし同年10月、原宿歩行者天国に4000人を集めたゲリラライブ敢行。機動隊が出動要請される程の原宿大パニックを巻き起こし翌日の新聞各紙にトップニュースとして掲載された。 全国28ヵ所のライブハウスツアー（全て瞬間ソールドアウト）を経て 同年12月Epic Sony Recordよりファーストシングル「ドリーミング・ナウ」にてデビュー。オリコン初登場8位を記録している。 同月テレビ朝日『ミュージックステーション』に出演。 全国ホールツアー敢行（全てソールドアウト）。 1990年4月ファーストアルバム「THESAURAS」リリース、オリコン初登場5位を記録した。 代表曲としてJ league『ベガルタ仙台勝利の歌』として現在でもサポーターに歌い継がれている「愛・オーランド」、テレビアニメ『CITY HUNTER'91』エンディングテーマ「SMILE&SMILE」等がある。
- 1990年4月「FANTASTIC AURA SHOW ’90」全国ホールツアーを敢行（全てソールドアウト）。 ファイナル公演が同年7月、東京ベイNKホールにて行われ、バンドのコンセプトでもある「子供から大人まで楽しめる」を実行、当時「東京ディズニーランド」に併設されていたNKホールのステージに巨大なお城のセットを組み、6000人を動員した。
- 1992年12月を以てAURAが無期限活動休止となる。
- 1993年より弾き語りにて東京を中心に活動開始。
- 1996年、3人編成のバンド「△THE ORANGE」を結成。G.Vo REDZ / B.RINRIN / Dr.馬場恒太朗
- 1998年 アルバム「逃亡前夜 / △THE ORANGE」を発表。内田裕也主催『New Year Rock Festival』に初出演、 以後個人として現在まで出演は続いている。
- 2006年、「AURA」復活。
- 2010年、韓国最大のロックフェスに出演。当時の模様は映像作品「AURA IN SEOUL」に収録されている。K-ROCK界で異例のアルバム販売枚数を誇るビジュアル系ロックバンドのパイオニア「EVE」のボーカリストGuyとコラボ。一万人以上の観客を熱狂させた。
- 2011年、東日本大震災復興支援イベントの一環として『ユアテックスタジアム仙台』にて2万人のサポーターを集め「愛・オーランド」を生演奏。迫力のCALL&RESPONSEは未だ伝説として語り継がれている。 同時に「3B LAB.☆S（スリービーラボ）」のベーシスト千葉貴俊、「AURA」のドラムKoREDS、天才ギタリストYuichiro Szkと「JIU〜慈雨」結成。
- 2016年 JIU〜慈雨 ヨーロッパツアー敢行。ストックホルムのライブハウスでは出演後1時間の撮影&握手会になるほどの大盛況であった。
- 2018年5月、†яi¢кの藤本泰司をAURAのサポート・ギターに迎え、約16年振りとなるマキシシングル「Beautiful way」をリリースし、その後は全国ツアーを行った。
- 2019年　Mil9のVo.BILLY監督作品 映画「BUGS」2019年公開にて「ベイブ / △THE ORANGE」楽曲が使用されている
- 2019年12月「AURA」30周年を記念して書き下ろしフルアルバム「FANTASIA」をリリース。
- 翌2020年コロナ禍により活動の場をオンラインにシフト。ライブ配信は1000日を超えている。
- 同時に並行して活動して来た「都会派ハードコアバンド 湾岸の羊〜Sheep living on the edge〜」2019年12月よりレコーディングスタート。  2023年3月待望のファーストシングル「REBORN」、4月セカンドシングル「LOST CHILD」、5月サードシングル「Merry-Go-Round」ミュージックビデオと同時リリースしている…。 2023年7月12日、湾岸の羊～Sheep living on the edge～「2020 Rising Sun」（CD+BD２枚組アルバム）発売
- 2024年3月9日　V.LEAGUE 女子バレーボールチーム「倉敷アブレイズ」　公式ソングとして「Ablaze~勝利を我らに~」「WINNERS」の２曲をリリース　音楽配信サービスなどでダウンロード購入可能
- 2024年９月８日、神奈川県厚木Thunder snakeを皮切りに湾岸の羊~Sheep living on the edge~が、全国24ヵ所のライブハウスをトラベリングバスで走破。ファイナル公演を同年10月19日、東京品川プリンスホテルCLUB eX  にて大成功のうちに終幕させた。 ツアー期間中、YOUTUBE「湾岸の羊チャンネル」にてRoad  Movieを連日配信！ツアーの模様を配信動画として記録、残している。
- 2025年1月30日より　AURA/湾岸の羊/17LIVEにて活動中のREDZが毎週木曜日20時からコマラジ生放送　「AURA元気」パーソナリティーに就任 「AURA元気」　東京都狛江市のFMラジオ局　狛江ラジオ放送株式会社　通称　コマラジ 85.7Mhz　https://www.komae.fm/　にて　現在木曜日20時から１時間生放送中　インターネットやスマートフォン向けアプリRadimo(レディモ)にて聞けるほかに　YouTubeチャンネル　「AURA’s Voice Log【公式】」https://www.youtube.com/@aurasvoicelog にてアーカイブ放送中（一部楽曲を除く）
- 2025年3月20日 0時AURAの新しい公式サイトOPEN！ https://aura-official555.studio.site　35周年を迎え新たなステージへ。AURA Official Websiteリニューアルオープン！ 公開当日の夜、AURAの原点ともいえるライブハウスでワンマンライブ開催！ この奇跡のタイミング、ただの偶然？ それとも運命？ 新しいサイト、新しい夜、新しいAURA、そのすべてをあなたと一緒に迎えたい。 AURAの輝きは止まらない。
- 2025年7月2日 湾岸の羊～Sheep living on the edge～　ROCK’N ROLL JOURNEY RISING SUN TOUR 2024 DVD発売 プロモーションの一環として完成披露試写会を2025年5⽉4⽇（⽇・祝） ユナイテッド・シネマ アクアシティお台場にて先行購入者限定で開催、上映中はライブさながらの盛り上がり、メンバーのトークショーやアンプラグドにて狼煙が演奏されました。
- 2025年10月より　湾岸の羊～Sheep living on the edge～ “RISING SUN TOUR 2025”「再武装」開催 2025年10月　４日新宿ロフト / 11日四日市CLUB ROOTS / 12日長野LIVE HOUSE J　 2025年11月　8日名古屋CLUB UPSET / 9日大阪CLAPPER / 15日仙台FLYING SON 共演は、THE STAR CLUB　https://thestarclub.com/index.html

## ディスコグラフィ
- デモテープ 「ドリーミング・ナウ　/ AURA」　カセットテープ　1988年
- 映像作品「Wendy〜君だけに / AURA」（1989年5月6日） 1989年5月6日
- 映像作品　SOUND FILE OF LIVESTATION vol.1　/　目黒　THE LIVE STATION制作　1989年
- シングル「ドリーミング・ナウ / AURA」1989年12月
- シングル「愛・オーランド / AURA」1990年3月
- アルバム「THESAURAS / AURA」1990年4月
- 映像作品「FIRST VISON 〜into the AURAND〜 / AURA」1990年6月21日
- シングル「JUST A FRIEND？…  / AURA」1990年7月
- 映像作品「AUDIENCE WORLD FANTASTIC AURA SHOW '90 / AURA」1990年7月22日
- シングル「SMILE&SMILE / AURA」1991年4月10日
- アルバム「BIG WILL / AURA」1991年4月25日
- 映像作品「BIG-BANG WE LOVE THE EARTH / AURA」1991年7月22日
- シングル「MayBe〜ある少年たちのうた〜 / AURA」1992年7月1日
- アルバム「AURA / AURA」1992年7月22日
- アルバム「逃亡前夜 / △THE ORANGE」　1998年11月30日
- アルバム「memory / AURA」2006年9月27日
- 映像作品「「BRAND NEW LEGEND On the MOVE / AURA」2006年11月3日
- ミニアルバム「未来SOUL / AURA」2008年4月30日
- 映像作品「THE“R”BOOTLEG / AURA」2009年4月4日
- アルバム「AURA 20th Anniversary BEST / AURA」2009年12月4日
- 映像作品「AURA IN SEOUL / AURA」2010年
- 映像作品「AURA 20121217 / AURA」2013年
- 映像作品「FANTASTIC AURA SHOW'90 + 8 CLIPS / AURA」2017年
- シングル「Beautiful way / AURA」2018年5月27日
- アルバム「FANTASIA / AURA」2019年12月1日
- 2023年3月1日　湾岸の羊～Sheep living on the edge～　「REBORN」配信リリース
- 2023年4月12日　湾岸の羊～Sheep living on the edge～　「LOST CHILD」配信リリース
- 2023年5月10日　湾岸の羊～Sheep living on the edge～　「Merry-Go-Round」配信リリース
- 2023年7月12日　湾岸の羊～Sheep living on the edge～　「2020 Rising Sun」（CD+BD２枚組アルバム）発売
- 2024年３月９日　REDZ　倉敷アブレイズ公式ソング「Ablaze~勝利を我らに~」「WINNERS」配信リリース
- 2025年7月２日　湾岸の羊～Sheep living on the edge～　ROCK’N ROLL JOURNEY RISING SUN TOUR 2024 DVD発売

## レコーディングセッション参加作品
- ZIGGY/KOOL KIZZ 参加形態：バックコーラス